# Magallana
Magallana é um género botânico pertencente à família Tropaeolaceae.
1. ↑  «Magallana — World Flora Online». www.worldfloraonline.org. Consultado em 19 de agosto de 2020